# 黃鎮洋
Triodust（本名黃鎮洋）台灣作曲家、編曲家及聲音設計師，活躍於電子音樂、遊戲配樂及影視原聲帶等領域，代表的遊戲配樂有《OPUS：龍脈常歌》《OPUS：地球計畫》《OPUS：靈魂之橋》《Rabi-Ribi》等。
2020年金鐘獎以《罪夢者》與鄭元凱、許家維和湯湘竹一同獲得「聲音設計獎」。

## 音樂風格
Triodust未受過傳統音樂教育，大學主修商業設計。透過自學電子音樂與聲音設計逐漸累積作品，融合實驗性音樂、電子音樂與極簡主義，並深受冰島音樂及鐵克諾音響的影響。